# エクスカリバー 聖剣伝説
『エクスカリバー 聖剣伝説』（エクスカリバー せいけんでんせつ、原題: Merlin）は、1998年4月26日よりアメリカ合衆国でテレビ公開されたファンタジー・ホラー・ミニシリーズ。Hallmarkエンタテインメント（RHIエンタテインメント）の代表作『エクスカリバーII 伝説の聖杯』の前編である。
作品自体高い評価を受けてプライムタイム・エミー賞 作品賞 (ミニシリーズ部門)にノミネートされた。
監督はスティーブ・バロンが担当、主演はサム・ニールが担当。日本では2005年7月8日に日活からノーカット完全版DVDが発売された。

## ストーリー
ブリテンはサクソン族の侵入と内戦とで疲弊していた。また、精霊界のマブ女王はキリスト教の浸透によって影響力を弱められつつあった。彼女はこれに対抗するために妖精と人間のハーフである魔法使いマーリンを創造し、彼を通して人々と物事の復古を目指す。マーリン自身はその経緯を知らずに育ったため、アーサー王を通してブリテンに正義をもたらしたいという自身の理想とマブの思惑との間で葛藤することとなる。アーサー王伝説・エクスカリバー伝説の通例では脇役となるマーリンを主人公とし、その生涯を誕生から最期までを数々のエピソードのオムニバス的に描いている。

## キャスト
| 役名 | 俳優                             | 日本語吹替                                                              |
| --- | -------------------------------- | ----------------------------------------------------------------------- |
| マーリン | サム・ニール                     | 鈴置洋孝                                                                |
| マブ女王 | ミランダ・リチャードソン         | 高乃麗                                                                  |
| ニムエ | イザベラ・ロッセリーニ           | 土井美加                                                                |
| フリック | マーティン・ショート             | 檀臣幸                                                                  |
| アーサー | ポール・カラン                   | 宮本充                                                                  |
| モーガン・ル・フェイ                                                                                             | ヘレナ・ボナム＝カーター         | 山像かおり                                                              |
| ボーディガン | ルトガー・ハウアー               | 玄田哲章                                                                |
| モードレッド | ジェイソン・ダン                 | 松本保典                                                                |
| グィネヴィア | レナ・ヘディ                     | 児玉孝子                                                                |
| アンブローシア                                                                                                   | ビリー・ホワイトロー             |                                                                         |
| ウーサー | マーク・ジャックス               | 大川透                                                                  |
| ボリス卿 | ロジャー・アシュトン＝グリフィス | 茶風林                                                                  |
| 湖の女神 | ミランダ・リチャードソン         | 児玉孝子                                                                |
| 山の王 | ジェームズ・アール・ジョーンズ   | 玄田哲章                                                                |
| その他 | N/A                              | 筈見純、柚木涼香 山川亜弥、樫井笙人 川島得愛、土田大 吉田孝、すずき紀子 |
| 日本語版制作スタッフ                                                                                             |                                  |                                                                         |
| プロデューサー                                                                                                   | プロデューサー                   | 高木希世江（日活）                                                      |
| 演出 | 演出                             | 戸田清二郎                                                              |
| 翻訳 | 翻訳                             | 中村久世                                                                |
| 調整 | 調整                             | 高橋昭雄                                                                |
| 録音 | 録音                             | オムニバス・ジャパン                                                    |
| 日本語版制作 | 日本語版制作                     | プロセンスタジオ                                                        |
| ※吹替版VHS、通常版DVDは120分の再編集版である。182分のノーカット完全版DVDは同じキャストで追加録音したものを収録。 |                                  |                                                                         |

## スタッフ
- 監督：スティーブ・バロン
- 脚本：デヴィッド・スティーヴンス、ピーター・バーンズ
- プロデューサー：ダイソン・ラヴェル
- 撮影監督：セルゲイ・コズロフ
- 音楽：トレヴァー・ジョーンズ